# Krîve Ozero Druhe, Krîve Ozero
Krîve Ozero Druhe (în ucraineană Криве Озеро Друге) este o comună în raionul Krîve Ozero, regiunea Mîkolaiiv, Ucraina, formată numai din satul de reședință.

## Demografie
Componența lingvistică a comunei Krîve Ozero Druhe
     Ucraineană (98,31%)
     Rusă (1,32%)
     Alte limbi (0,33%)
Conform recensământului din 2001, majoritatea populației comunei Krîve Ozero Druhe era vorbitoare de ucraineană (98,31%), existând în minoritate și vorbitori de rusă (1,32%).